# سانتا ماريا (سفينة)
لا سانتا ماريا (بالإسبانية:  La Santa María de la Inmaculada Concepción)‏‏ (اسمها الأصلي: La Gallega) كانت أكبر السفن الثلاث المستخدمة من قبل كريستوفر كولومبوس في رحلته الأولى عام 1492. كان سيدها ومالكها خوان دي لا كوسا.

## التاريخ
سانتا ماريا  ربما كانت سفينة إبحار ذات ثلاثة أو أربعة صوارى وضعت في القرن 15 من قبل البرتغاليين للاستخدام في المحيط الأطلسي)، طولها 58 قدم (17.7 م) على سطح السفينة، وفقا لخوان دي مندوزا إيسكالانتي عام 1575، سانتا ماريا كانت «أكبر قليلا جدا من 100 وحدة الإسبانية والإسبانية الأمريكية من الوزن تساوى 2000 رطلا محليا»(حوالي 100 طن، أو تون) لحساب سعة حمولة السفينة. أو عبء، وكانت تستخدم كسفينة سفينة القائد للبعثة. كانت السفن الأخرى من بعثة كولومبوس مراكب شراعية صغيرة من نوع السفن سانتا كلارا، لا يذكر بوصفه نينا (« الفتاة»)، ولا البنتا («ذات طلاء»).
وكانت جميع هذه السفن المستعملة (إن لم يكن الثلث أو أكثر) وكان لا يقصد منها الاستكشاف. كانت نينيا، البنتا، وسانتا ماريا السفن التجارية متواضعة الحجم مماثلة في الحجم إلى اليخوت المبحرة الحديثة وليس أكبر السفن في أوروبا في ذلك الوقت.
لم نجا من القياسات الدقيقة لطول وعرض السفن الثلاث، ولكن يمكن الحكم على تقديرات جيدة من قدرة أعبائها من القياسات المعاصرة مكتوبا من جانب واحد أو أكثر وبشهادة أفراد طاقم كولومبس، والمعاصرون لحطام السفينة الإسبانية والبرتغالية في وقت متأخر من القرن 15 وأوائل القرن 16 والتي يمكن مقارنتها في الحجم إلى سانتا ماريا.
وتشمل هذه أكوام الحطام وأطوال الصوارى من دبس ريف حطام وهاى بورن كاي حطام في جزر البهاما. وكانت كل من السفن من نوع المركب الشراعي 19 م (62 قدم) في طول العام، 12.6 م (41 قدم) طول العارضة و5 إلى 5.7 م (16 إلى 19 قدم) في العرض، وتقييم ما بين 100 و 150 طن حمولة. و سانتا ماريا، كونها أكبر سفينة من سفن كولومبس، كان فقط حول هذا الحجم، و نينا والبنتا كانت حتى أصغر، من 50 إلى 75 طنا الحمولة ء وربما 15-18 متر (50 إلى 60 قدما) على سطح السفينة  (وتناقش الأبعاد التقديرات المحدثة أدناه في القسم المعنون النسخ) نسخة طبق الأصل هو الاستنساخ الدقيق (كما في لوحة) التي تنفذها الفنان الأصلي أو نسخة أو نسخ، واحدة خاصة على مقياس أصغر من الأصلي.

## حطام سفينة

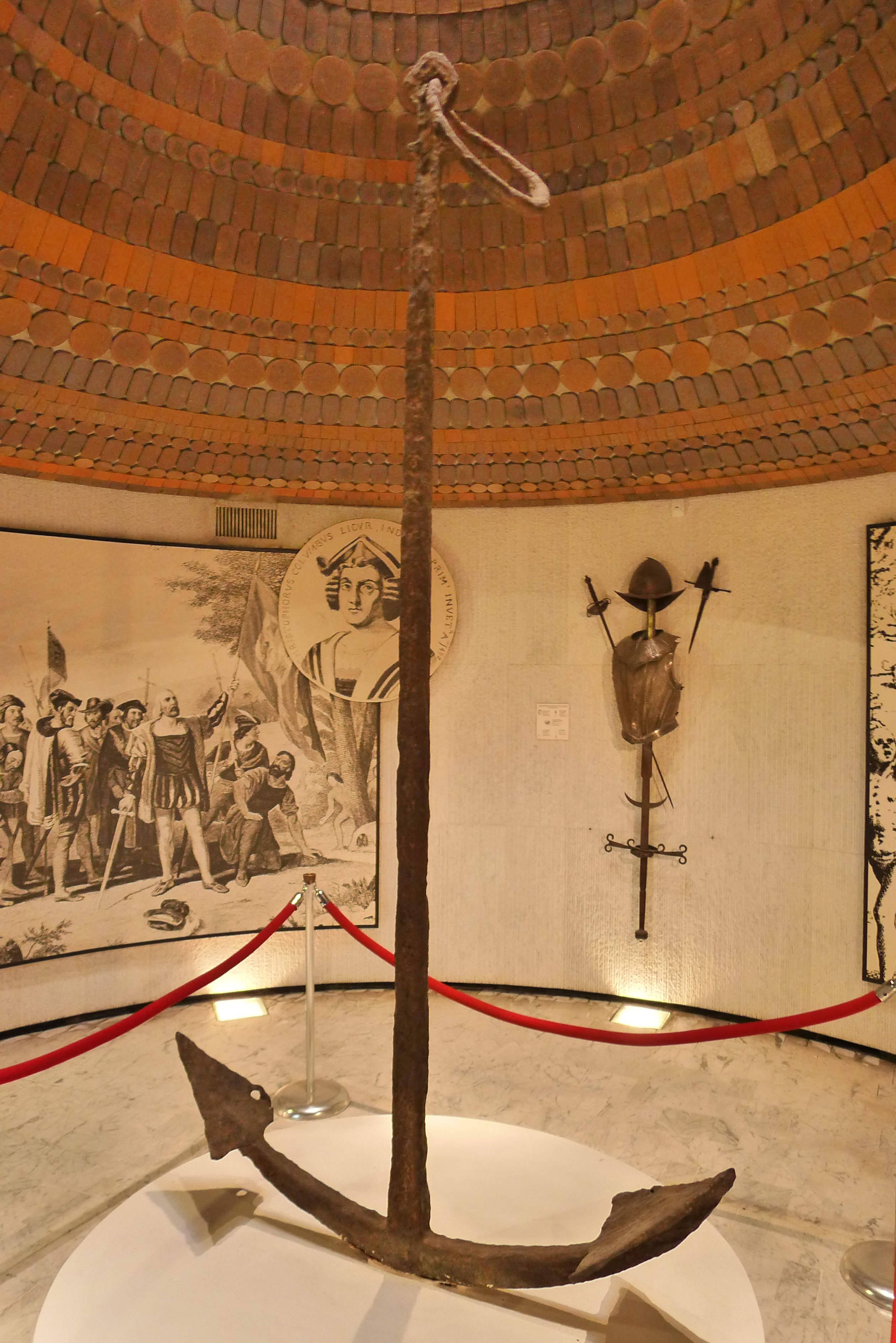
Santa María's anchor on display at Musée du Panthéon National Haïtien in museum

تم بناء سانتا ماريا في كاسترو أورديالس، كانتابريا، في شمال شرق إسبانيا. يبدو أن السفينة كانت تعرف للبحارة باعتبارها مارى جالانت، وهي تعنى بالإسبانية «جالانت ماريا». الناووس أطلق على الرحلة الثانية لكولومبوس سميت' مارى جالانت و' جاليجا. بارتولومي دي لاس كاساس لم تستخدم قط لا جاليجا، مارى جالانت أو سانتا ماريا في كتاباته، مفضلا استخدام لا كابيتانا أو لا ناو.
كان سانتا ماريا سطح السفينة واحدة وثلاثة الصواري. وقالت انها كانت أبطأ من سفن كولومبوس ولكن أداءها كان جيدا في معبر الأطلسي. بعد الانخراط في الاحتفالات والشرب، أمر كولومبوس الطاقم لمواصلة الإبحار إلى كوبا في وقت متأخر من الليل. -واحدا تلو الآخر إنخرط الطاقم في النوم حتى أن مجرد صبيا في المقصورة تم له توجيه السفينة التي تسببت في جنوح السفينة قبالة الموقع المعلوم في الوقت الحاضر من كاب هايتي، هايتي في 25 ديسمبر عام 1492، وكان أن فقدت السفينة. Realizing that the ship was beyond repair, Columbus ordered his men to strip the timbers from the ship. The timbers from the ship were later used to build a fort which he called لا نافيداد (Christmas) because the wreck occurred on Christmas Day, north from the modern town of يموناد (see map, and the photograph).
The anchor of the Santa María now resides in the Musée du Panthéon National Haïtien (MUPANAH), in Port-au-Prince, Haiti.
On 13 May 2014, it was reported that a team led by underwater archaeological explorer باري كليفورد believe they have found the wreck of the Santa Maria.
</gallery>
وإسمها الكامل في الإسبانية لا سانتا ماريا دي لا إنماكولادا كونسيبسيون، وهي أكبر السفن الثلاثة التي قادها كريستوفر كولومبوس من أجل اكتشاف العالم الجديد والتي قادها خوان دي لا كوسا والتي بنيت في سنة 1460 م، والتي اكتشفت العالم الجديد بقيادة كريستوفر كولومبوس في سنة 1493 .